# Sociedad civil (derecho)

La sociedad civil es un contrato por el cual dos o más personas se obligan a poner en común dinero, bienes o industria, con el fin de crear una persona moral que no tiene un carácter meramente comercial, pero sí busca un beneficio lucrativo así como repartir entre sí, sus ganancias.
Sus elementos son:
- La agrupación de 2 o más personas.
- La reunión con un fin común.
- Que ese fin consista en una utilidad apreciable en dinero.
- Que todos los socios participen en las ganancias y las pérdidas..

## Atributos
Este tipo de sociedad se opone a la sociedad mercantil. Es difícil establecer una distinción clara entre ambas. En general, se distingue la sociedad civil por ser aquella que se constituye sin un objeto mercantil o, al menos, no puramente mercantil. Sin embargo debe reunir ciertos requisitos y atributos para ser reconocida como persona moral:
- Nombre. Tiene que ser la razón social o denominación social.
- Domicilio. Es el lugar físico en que una sociedad civil se aloja para efectos legales.
- Patrimonio. Se forma a partir de los recursos de los socios, que pueden ser numerarios o bienes.
- Capacidad de goce. Capacidad de la propia persona moral para ejercer derechos y ser reconocida ante la ley.
- Capacidad de ejercicio. Facultad que ha adquirido la sociedad civil cuando cumple con todos los requisitos formales.
- Capacidad procesal. Otra de las facultades que adquiere la sociedad cuando se inscribe al Registro de Sociedades Civiles.

En general, se distingue a la sociedad civil por ser aquella que se constituye sin un objeto mercantil o, al menos, no puramente mercantil. Por otro lado, una sociedad mercantil es la que ejerce actos de comercio. En algunos ordenamientos jurídicos también se determina la comercialidad formal, esto es, que en el caso de que una sociedad civil con objeto civil adopte al constituirse un tipo societario comercial (por ej. S.R.L.) será tomada como comercial, aunque su fin no sea el lucro.